# Forêts de pins et de chênes mésoaméricaines
Les forêts de pins et de chênes mésoaméricaines forment une région écologique identifiée par le Fonds mondial pour la nature (WWF) comme faisant partie de la liste « Global 200 », c'est-à-dire considérée comme exceptionnelle au niveau biologique et prioritaire en matière de conservation. Elle regroupe plusieurs écorégions terrestres du biome des forêts de conifères tropicales et subtropicales d'Amérique centrale :
- les forêts d'altitude du Chimalapas
- les forêts de pins et de chênes d'Amérique centrale
- les forêts de pins et de chênes de la Sierra Madre del Sur
- les forêts de pins et de chênes de la cordillère néovolcanique
- les forêts de pins et de chênes de la Sierra Madre de Oaxaca
- les forêts d'altitude d'Amérique centrale